# 穆爾蘭 (愛荷華州)
穆爾蘭（英語：Moorland）是一個位於美國愛荷華州韋伯斯特縣的城市。

## 地理
穆爾蘭的座標為42°26′42″N 94°17′37″W / 42.44500°N 94.29361°W，而該地的平均海拔高度為351米（即1152英尺）。

## 人口
根據2010年美國人口普查的數據，穆爾蘭的面積為3.83平方千米，當中陸地面積為3.83平方千米，而水域面積為0.00平方千米。當地共有人口169人，而人口密度為每平方千米44人。